# テリハボク
テリハボク（照葉木; Calophyllum inophyllum）は、テリハボク科の常緑高木。方言名はヤラボ、ヤラブ、ヤナブ、タラブ（いずれも沖縄県）、ドクギ（与論島）など。
リンネの『植物の種』(1753年) で記載された植物の一つである。

## 分布
太平洋諸島、オーストラリア、東南アジア、インド、マダガスカルなどの海岸近くに分布し、また世界の熱帯・亜熱帯で広く栽培される。日本では南西諸島（与論島、沖縄諸島、南大東島、先島諸島）と小笠原諸島に自生するが、これらは移入によるとの考えもある。

## 性質
成長は遅いが、高さは10-20メートルほどになる。葉は対生し、楕円形、長さ10-15センチメートルほどで光沢があり（名の由来）、裏面は葉脈が目立つ。花は径2-3センチメートルで10個前後が総状花序につく。両性花で子房上位、花弁は白く4個、雄蕊は黄色く多数、芳香がある。果実は径4センチメートル程の球形の核果で、赤褐色に熟し、大きい種子を1個含む。

## 利用
南西諸島では見かけのよく似たフクギとともに防風林・防潮林として植えられる。観賞用にも栽培されるほか、材は硬く強いので家屋、丸木舟や道具の材料に用いられる。小笠原諸島では「タマナ」の名称で親しまれ、材を用いてカノー（アウトリガーカヌー）を造った。
種子から採れる油は、タマヌオイル（tamanu oil）と呼ばれ、食用にはならないが外用薬や化粧品原料に使われる。また灯火用にもされ、現在はバイオディーゼル燃料に適するとして注目される。
民間療法では、種子油を発疹性皮膚病に、樹皮を殺虫・駆虫に、根を打撲傷、リウマチ、月経不順、出血に用いる。

## 近縁種
フクギ（Garcinia subelliptica）も植栽に利用され、外見がよく似ており混同されやすいが、テリハボクは葉に直線的な側脈が多数並ぶこと、樹皮に縦横の裂け目が目立つことで区別できる。